# 渡辺めぐみ (詩人)
渡辺 めぐみ（わたなべ めぐみ、1965年9月17日 - ）は、日本の詩人。母は渡邊那智子。
日本文藝家協会、日本ペンクラブ、日本現代詩人会、日本詩人クラブ、三田文学会、中原中也の会他会員。

## 来歴
東京都出身。19歳のとき「現代詩ラ・メール」の投稿欄への投稿を通じて現代詩を書き始める。立教大学文学部日本文学科卒業後、法政大学文学部英文学科を卒業。祖父の介護のために詩作を中断した期間がある。2002年12月に第11回「詩と思想」新人賞を受賞する。2011年8月より2015年8月まで、および2017年8月より2021年8月まで日本現代詩人会理事を計4期務める。
その他以下の文学賞等で選考委員等を務めた（肩書きがないものは選考委員）。　
- 世田谷文学賞  第31回（2011年）[3]、第32回（2013年)[4]、第33回（2015年）[5]、第34回（2017年）[6]、第35回（2019年）[7]、第36回（2021年）[8]
- H氏賞 - 第63回（2013年）[9]
- 日本詩人クラブ新人賞 - 第24回（2014年）[10]
- 日本詩人クラブ新人賞 -第28回（2018年）「文藝年鑑2018」（2018年・新潮社発行）P105
- 第30回国民文化祭・かごしま2015詩の賞（2015年、最終審査員）[11]

## 賞歴
- 第11回「詩と思想」新人賞（2002年）：第1詩集『ベイ・アン』収録の一篇「恐らくそれは赦しということ」
- 萩原朔太郎生誕120年記念・前橋文学館賞受賞（2006年）：第2詩集『光の果て』
- 第21回日本詩人クラブ新人賞（2011年）：第3詩集『内在地』
- 第11回日本詩歌句随筆評論大賞詩部門大賞（2015年）：第4詩集『ルオーのキリストの涙まで』

## 主な賞候補歴
- 詩集『ベイ・アン』 - 第12回日本詩人クラブ新人賞次席[12]
- 詩集『光の果て』 - 第17回歴程新鋭賞次席[13]、第31回地球賞最終候補[14]
- 詩集『内在地』 - 第28回現代詩花椿賞最終候補[15]、第61回H氏賞次席[16]
- 詩集『ルオーのキリストの涙まで』 - 第32回現代詩花椿賞最終候補[17]、第48回小熊秀雄賞最終候補[要出典]、第17回小野十三郎賞最終候補[18]
- 詩集『昼の岸』 - 第50回高見順賞最終候補[19]、第53回日本詩人クラブ賞最終候補[20]、第38回現代詩人賞最終候補[21]、第53回小熊秀雄賞最終候補[要出典]

## 著書

### 詩集
- 『ベイ・アン』土曜美術社出版販売、2001年
- 『光の果て』思潮社、2006年
- 『内在地』思潮社、2010年
- 『ルオーのキリストの涙まで』思潮社、2014年
- 『昼の岸』思潮社、2019年

### 共著
- 『夜』（短篇アンソロジー）驢馬出版、2002年
  - 「遠い約束」及び挿絵2枚（1枚は渡邊那智子作品向け）を収録。